# TwoSTAR
TwoSTAR – transatlantyckie regaty żeglarskie załóg dwuosobowych, organizowane przez The Royal Western Yacht Club of England (obok regat OSTAR).

## Historia
| regaty       | liczba jachtów na starcie | liczba jachtów na mecie | czas zwycięzcy | zwycięski jacht   | nazwiska zwycięzców              | narodowość zwycięzców |
| ------------ | ------------------------- | ----------------------- | -------------- | ----------------- | -------------------------------- | --------------------- |
| TwoSTAR 1981 | 103                       | 76                      | 14d 13h 54m    | Brittany Ferries  | Chay Blyth / Rob James           | GBR                   |
| TwoSTAR 1986 | 49                        | 35                      | 13d 06h 32m    | Royale            | Loic Caradec / Olivier Despaigne | FRA                   |
| TwoSTAR 1990 | 37                        | 26                      | 10d 23h 15m    | Elf Aquitaine     | Jean Maurel / Michel Desjoyaux   | FRA                   |
| TwoSTAR 1994 | 18                        | 9                       | 09d 08h 58m    | Primagaz          | Laurent Bourgnon / Cam Lewis     | FRA                   |
| TwoSTAR 2012 | 17                        | 13                      | 13d 12h 47m    | Vento di Sardegna | Andrea Mura / Riccardo Apolloni  | ITA                   |
| TwoSTAR 2017 | 6                         | 2                       | 20d 22h 43m    | Rote 66           | Uwe Röttgering / Asia Pajkowska  | GER/ POL              |

## Polacy w regatach TwoSTAR
| regaty       | jacht      | nazwiska                                    | czas          | miejsce |
| ------------ | ---------- | ------------------------------------------- | ------------- | ------- |
| TwoSTAR 1981 | Kapitan II | Jan Pinkiewicz / Wojciech Krupski           | 25d 13h 12m   | 50      |
|              | Carmen     | Jerzy Cołojew / Jacek Borowski              | 27d 05h 21m   | 61      |
|              | Retman III | Wojciech Jeziorski / Anna Buchner-Jeziorska | 27d 09h 48m   | 62      |
|              | Cetus      | Wojciech Siudy / Wojciech Kaliski           | nie ukończyli | -       |
| TwoSTAR 1986 | Almatur II | Wojciech Kaliski / Joanna Pajkowska         | nie ukończyli | -       |
| TwoSTAR 1990 |            | nie startowali                              |               |         |
| TwoSTAR 1994 |            | nie startowali                              |               |         |
| TwoSTAR 2012 |            | nie startowali                              |               |         |
| TwoSTAR 2017 | Rote 66    | Uwe Röttgering / Asia Pajkowska             | 20d 22h 43m   | 1       |